# Réserve naturelle régionale du site des carrières de Tercis-les-Bains
La réserve naturelle régionale du site des carrières de Tercis-les-Bains (RNR287) est une réserve naturelle régionale située en Nouvelle-Aquitaine. Classée en 2015, elle occupe une surface de 44,8 hectares et protège un ensemble de couches géologiques comprises dans des carrières et en particulier le stratotype de la limite Campanien-Maastrichtien.

## Localisation

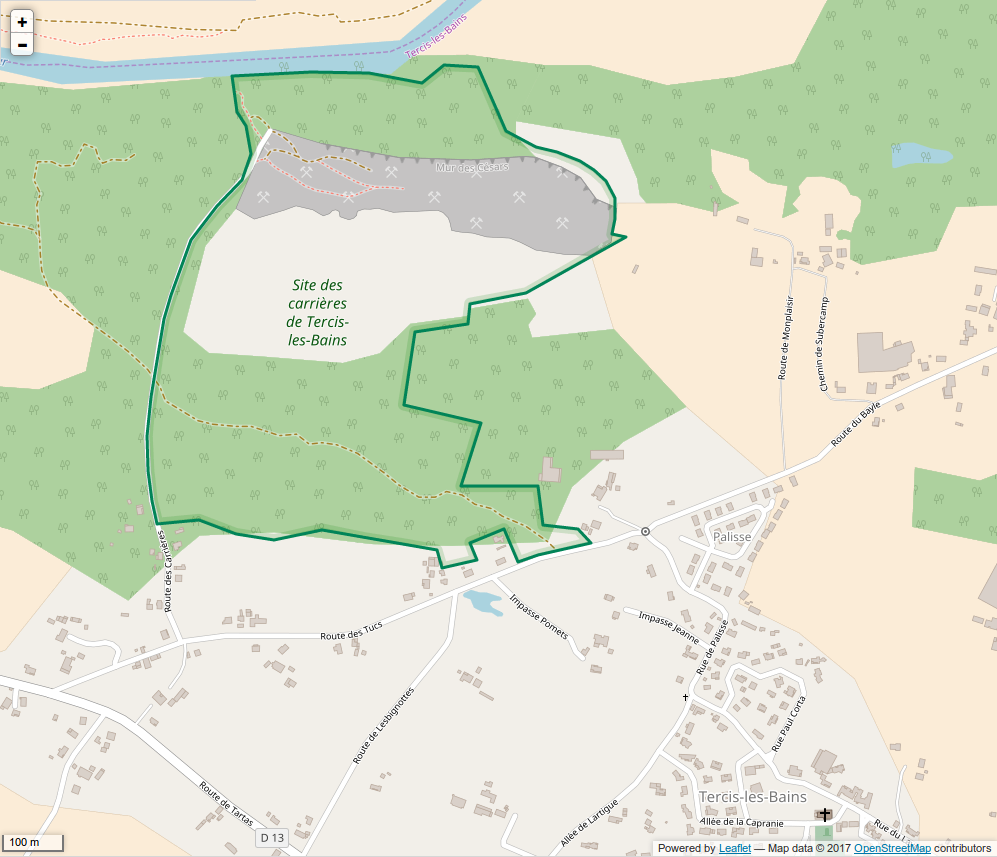
Périmètre de la réserve naturelle.

Le territoire de la réserve naturelle est dans le département des Landes, au nord-ouest de la commune de Tercis-les-Bains. Il comprend une petite partie sur le domaine public fluvial de l'Adour.

## Histoire du site et de la réserve
Le site a été fréquenté dès le Paléolithique.
Exploitées par la Société des ciments français, les carrières de calcaires argileux alimentaient par bande transporteuse la cimenterie d'Angoumé située de l'autre côté de l'Adour. La carrière a cessé son activité en 1993 et le site a été racheté par la commune.
Le site a été proposé dès 1995 comme référence ou stratotype pour la limite Campanien-Maastrichtien (Congrès de Stratigraphie du Crétacé de Bruxelles). Le classement en RNR est intervenu en 2015.

## Écologie (biodiversité, intérêt écopaysager…)

### Géologie
Le site se trouve au niveau d'une structure chevauchante, la « Ride de Tercis » qui est une ride anticlinale faillée. Elle est accompagnée de remontées de formations salines (diapir) du Trias.
Les carrières de Tercis présentent des affleurements de formations du Crétacé supérieur, du Cénomanien au Maastrichtien :
- la partie au nord-est du site présente des terrains du Campanien et du Maastrichtien.
- en bordure de l'Adour, on observe sur le « Mur de Bédat » des terrains du début du Paléocène (Danien)[3].

La limite entre le Campanien et le Maastrichtien est particulièrement bien décrite sur plus de 250 m d'épaisseur avec une grande variété de fossiles (plus de 900 espèces inventoriées) et une alternance de couches de calcaires et de marnes. L'emplacement du stratotype est matérialisé par une plaque.

### En français
- [Odin 2002] Gilles Serge Odin, Excursion Le site géologique de Tercis (Landes, France) (6-7 septembre 2002), Groupe Français du Crétacé, 2002, 34 p. (présentation en ligne, lire en ligne)
- [Odin et Lethiers 2006] Gilles Serge Odin et Alexandre Lethiers, Nouvelles études micropaléontologiques sur le stratotype de la limite Campanien-Maastrichtien à Tercis (SO France) : les gilianelles (microproblematica) extraites par acétolyse, Carnet de géologie, 2006, 29 p. (présentation en ligne, lire en ligne)
- [Odin et Andreu 2006] Gilles Serge Odin et Bernard Andreau, Nouvelles études micropaléontologiques sur le stratotype de la limite Campanien-Maastrichtien à Tercis (SO France) : compléments sur les ostracodes extraits par acétolyse, Carnets de géologie, 2006, 15 p. (présentation en ligne, lire en ligne)
- [Odin 2008] Gilles Serge Odin, Description et illustration de quarante-quatre gilianelles (microproblematica) et de dix autres microproblematica du Crétacé de la coupe stratotypique de Tercis (limite Campanien-Maastrichtien), Carnets de géologie, 2008, 83 p. (présentation en ligne, lire en ligne)
- [Simonet 2009] Aurélien Simonet, L'atelier de taille gravettien de Tercis (Landes), Paris, Union internationale des sciences préhistoriques et protohistoriques, 2009, 31 p. (ISSN 2108-6532, présentation en ligne, lire en ligne)
- [Simonet 2012] Aurélien Simonet, Des apprentis gravettiens ont-ils confectionné des armatures lithiques à Tercis (Landes, France) ?, Paléo, décembre 2012, 29 p. (présentation en ligne, lire en ligne)
- [Simonet 2020] Aurélien Simonet, Tercis (Landes) : un premier jalon du Gravettien récent des Pyrénées, Archéologie des Pyrénées occidentales et des Landes, 2020, 13 p. (présentation en ligne, lire en ligne)

### En anglais
- [Andreu et Odin 2008] (en) Bernard Andreu et Gilles Serge Odin, New micropalaeontological studies on the type section of the Campanian-Maastrichtian at Tercis (SW France): new ostracodes obtained using acetolysis, Carnets de géologie, 2008, 15 p. (présentation en ligne, lire en ligne)
- [Simonet 2018] (en) Aurélien Simonet, Differing skill levels and the chronological variability of the Gravettian in the Pyrenees: the examples of Tercis and Brassempouy (Landes, France), Académie tchèque des sciences, 2018, 30 p. (présentation en ligne, lire en ligne)